# Fatman (film)
Pour les articles homonymes, voir Fatman.
Pour plus de détails, voir Fiche technique et Distribution.
Fatman ou Le Père Noël doit mourir au Québec est un film de Noël américain réalisé par Eshom et Ian Nelms et sorti en 2020.

## Synopsis
Durant la période de Noël, le « Père Noël » Chris Cringle tente de lutter contre le déclin de son commerce — situé à North Pole en Alaska — et malgré le soutien de sa chère et tendre Ruth, parvient de moins en moins à faire face à l'accumulation des dettes et au tarissement de ses sources de revenu. C'est alors qu'il reçoit une proposition du gouvernement : fabriquer du matériel militaire pour l'Armée américaine, proposition qu'il accepte à contrecœur.
Pendant ce temps, Billy Wenan, 12 ans, quadruple vainqueur du concours de sciences de son école, semble être un petit garçon modèle. Cependant, il se révèle rapidement être un véritable monstre. Profitant de l'absence permanente de son riche père, il n'hésite pas à droguer sa grand-mère afin de s'assurer un contrôle total de la maison et surtout des comptes bancaires. Pire encore, ayant fini second pour la première fois dans le concours scientifique de cette année, il fait kidnapper la gagnante Christine Crawford. Il l'oblige à se dénoncer comme tricheuse, pour lui permettre de gagner le concours, sous peine d'être torturée et de voir toute sa famille (chien compris) être exécutée sous ses yeux.
Quand il reçoit comme cadeau le traditionnel morceau de charbon réservé aux mauvais garçons, Billy engage une nouvelle fois le tueur à gages Jonathan Miller, alias "Skinny Man". Il lui demande cette fois de trucider le Père Noël.

## Fiche technique
- Titre original et français : Fatman
- Titre québécois : Le Père Noël doit mourir
- Réalisation et scénario : Eshom Nelms et Ian Nelms
- Décors : Chris August
- Costumes : Jennifer Stroud
- Photographie : Johnny Derango
- Montage : Traton Lee
- Musique : Mondo Boys
- Producteurs : Todd Courtney, Nadine de Barros, Brandon James, Michelle Lang, Robert Menzies et Lisa Wolofsky
- Sociétés de production : Fortitude International, Saban Films, Ingenious et Mammoth Entertainment
- Sociétés de distribution : Saban Films (États-Unis), VVS Films (Canada)
- Pays d'origine :  États-Unis
- Langue originale : anglais
- Genre : comédie noire, action et fantastique
- Budget : n/a
- Durée : 100 minutes
- Dates de sortie :
  - États-Unis : 13 novembre 2020
  - France : 26 janvier 2021 (VàD)

## Distribution
- Mel Gibson (VF : Jacques Frantz ; VQ : Sylvain Hétu) : Chris Cringle, le Père Noël
- Walton Goggins (VF : Mathias Kozlowski ; VQ : Martin Desgagné) : Jonathan "Skinny Man" Miller, tueur à gages
- Marianne Jean-Baptiste (VQ : Marika Lhoumeau): Ruth, compagne de Chris
- Shaun Benson : Lex, représentant du gouvernement
- Chance Hurstfield (VF : Aurore Saint-Martin ; VQ : Raphaël Bleau) : Billy Wenan
- Deborah Grover (VF : Blanche Ravalec) : Anne Marie, la grand-mère de Billy
- Paulino Nunes : Weyland Meeks
- Michelle Lang : Lindsey Kemp
- Robert Bockstael (VQ : Antoine Durand): Capitaine Jacobs
- Bill Lake : Robert Taylor
- Joyce Rivera : Regina, la servante de Billy
- Sean Tucker : Donald
- Mikael Conde (VF : Stéphane Marais) : Carter
- Ellison Grier Butler : Christine Crawford
- Michael Dyson (VF : Patrice Dozier) : Herman
- Eric Woolfe (VQ : François Sasseville (acteur)): 	Elf 7

Sources et légendes : version française (VF) sur AlloDoublage

## Production
En mai 2019, il est annoncé que Mel Gibson va incarner le Père Noël,. En janvier 2020, Walton Goggins est également annoncé dans ce film. Ils sont rejoints par Marianne Jean-Baptiste en février 2020.
Le tournage a lieu à Ottawa en février 2020. Quelques scènes sont tournées à Rutland dans le Vermont.